# Mario Mariani (écrivain)
Pour les articles homonymes, voir Mario Mariani.
Mario Mariani (Solarolo, 26 décembre 1884 - São Paulo, novembre 1951) était un écrivain, essayiste et directeur de revue italien.

## Biographie
Les œuvres de fiction de Mario Mariani eurent dans l'entre-deux-guerres en Italie un certain écho auprès du public en raison de ce qu'elles mêlaient curieusement anarchisme, analyse sociale et une molle critique des valeurs de la classe bourgeoise italienne en reconstitution (qu'ultérieurement Alberto Moravia prendra pour cible de manière bien plus incisive). Les romans et nouvelles de ce porte-drapeau de l'amour libre se distinguaient en outre par une forte charge d'érotisme, du moins pour l'époque, et ne manquaient jamais de faire scandale, ce qui certes en augmentait encore la popularité, mais valaient parfois à leur auteur amendes et peines de prison ; en particulier, la publication de Le adolescenti (les Adolescentes, 1919), roman dans lequel on peut voir un précurseur du Lolita de Nabokov, motiva le tribunal pénal de Milan à condamner aussi bien l'auteur que l'éditeur et l'illustrateur à quinze jours de réclusion et cent lires d'amendes sur l'inculpation d'attentat à la pudeur[réf. nécessaire]. Au demeurant, ses appels polémiques à la libération des femmes ne procédaient d'aucune posture idéologique précise ou d'un féminisme politique raisonné, mais relevaient d'une sorte de paganisme dionysiaque et anticlérical se bornant à revendiquer les droits de la chair.
Auparavant, il avait livré le récit, exempt de toute emphase rhétorique, de son expérience comme soldat durant la Première Guerre mondiale, à travers ce qui restera sans doute son meilleur livre, Sott' la naja (naja, ou naia, mot d'argot signifiant service militaire).
Il travailla comme journaliste permanent pour Il Messaggero et, pour faire droit à ses ambitions littéraires et tenter de s'affranchir de sa sulfureuse renommée d'écrivain à scandale, fonda par ailleurs deux revues littéraires (Novella et Comœdia), lesquelles cependant ne durèrent guère. Enfin, il pratiqua également le genre de l'essai, rédigeant notamment un méritoire essai sur Machiavel.
À l'avènement du fascisme, dont il fut toujours un inflexible critique (toutefois d'un point de vue sociologique davantage que politique), il émigra en France, où il publia ses Quaderni dell'Antifascismo (Carnets de l'antifascisme) et ses Quaderni del volontarismo (Carnets du volontarisme). Il finit par s'établir au Brésil, et ne retourna plus en Italie, même après que fut advenue la libération.